# Hygiea
Hygiea var en medicinsk och farmakologisk tidskrift som åren 1839–1938 utgavs av det Svenska Läkaresällskapet. Den innehöll avhandlingar, översikter och referat samt sällskapets protokoll.
Halvårsvisa innehållsförteckningar utkom 1900–1913 och årsvisa innehållsförteckningar 1914–1938. Ett register för 1899–1908 utgavs separat, liksom för åren 1909–1920 och 1921–1930.
År 1908 utkom ett festband i två delar med anledning av läkaresällskapets hundraåriga verksamhet och den 25 oktober 1938 ett annat festband med anledning av tidskriftens hundraåriga tillvaro med bandbeteckning bd 100:2 (1938). 
Hygiea efterföljdes av Nordisk medicin, som utkom 1939–1998 och som 1972 övergick från att ha varit en vetenskaplig tidskrift till att bli en branschtidning för läkare i de nordiska länderna.